# 古典式摔跤

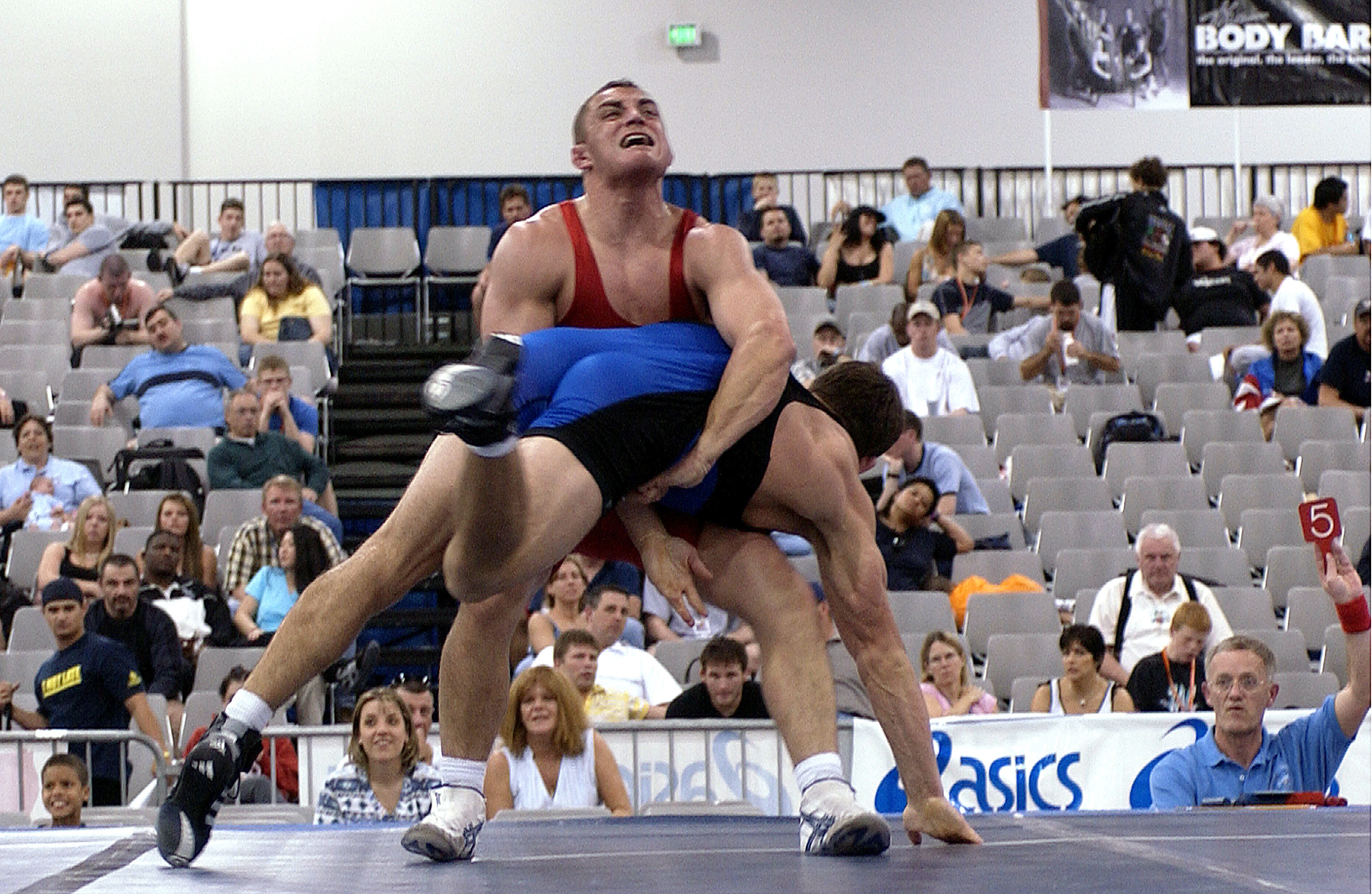
希羅式角力

希羅式角力（英語：Classic wrestling），又稱希臘羅馬式摔角、希羅式摔跤（Greco-Roman wrestling），是摔跤運動的一種，另一種是自由式摔跤。

## 比賽規則
古典式摔跤中，選手只可以使用手臂以及上半身，亦只可纏抱對方的上半身並使之摔倒。不可利用腿部攻擊或抓著對手臀部以下位置。

## 體重分級
希羅式角力比賽通常僅設男子組，並依體重分級。夏季奧林匹克運動會角力比賽與世界角力錦標賽的希羅式分級方式並不相同，目前前者分為六個量級，後者分為十個量級。
2016年夏季奧林匹克運動會角力比賽男子希羅式分級如下：
- 59公斤級
- 66公斤級
- 75公斤級
- 86公斤級
- 98公斤級
- 130公斤級

2019年世界角力錦標賽男子希羅式分級如下：
- 55公斤級
- 60公斤級
- 63公斤級
- 67公斤級
- 72公斤級
- 77公斤級
- 82公斤級
- 87公斤級
- 97公斤級
- 130公斤級